# Rodrigo Hermosilla Gatica
Rodrigo Hermosilla Gatica (n. siglo XX) es un político chileno, militante del partido Partido Socialista de Chile, quien fue alcalde de Linares entre 2004 y 2008. Desde el 11 de marzo de 2018, ejerce como Consejero Regional por la Provincia de Linares.
En las elecciones municipales de 2004, Hermosilla ganó las elecciones por la alcaldía de Linares, obteniendo el 47,36% de los votos.

## Historial electoral

### Elecciones municipales de 1996
- Elecciones municipales de 1996, para la alcaldía de Linares[2]

| Candidato                   | Pacto                    | Partido | Votos | %     | Resultado |
| --------------------------- | ------------------------ | ------- | ----- | ----- | --------- |
| Sergio Sepúlveda Corbalán   | Concertación Democrática | DC      | 6179  | 16,64 | Alcalde   |
| Luis Navarrete Carvacho     | Unión por Chile          | RN      | 5990  | 16,13 | Concejal  |
| Jorge Talma García          | Independiente            | Ind.    | 4598  | 12,38 | Concejal  |
| Miguel Ángel González Isami | Concertación Democrática | DC      | 4267  | 11,49 | Concejal  |
| Omar Canales Guzmán         | Concertación Democrática | PPD     | 3851  | 10,37 | Concejal  |
| Gladys Bravo Garrido        | Concertación Democrática | PR      | 3753  | 10,11 | Concejal  |
| Rodrigo Hermosilla Gática   | Concertación Democrática | PS      | 2204  | 5,93  |           |

### Elecciones municipales de 2004
- Elecciones municipales de 2004, para la alcaldía de Linares[3]

| Candidato                 | Pacto                    | Partido | Votos  | %     | Resultado |
| ------------------------- | ------------------------ | ------- | ------ | ----- | --------- |
| Rodrigo Hermosilla Gática | Concertación Democrática | PS      | 17 909 | 47,36 | Alcalde   |
| Sebastián Krebs Zambrano  | Alianza                  | RN      | 14 988 | 39,64 |           |
| Sergio Sepúlveda Corvalán | Independiente            | Ind.    | 3531   | 9,34  |           |
| Heraclio Rojas Vergara    | Independiente            | Ind.    | 1384   | 3,66  |           |

### Elecciones municipales de 2008
- Elecciones municipales de 2008, para la alcaldía de Linares[4]

| Candidato                   | Pacto                    | Partido | Votos  | %     | Resultado |
| --------------------------- | ------------------------ | ------- | ------ | ----- | --------- |
| Rolando Rentería Möller     | Alianza                  | UDI     | 20 185 | 53,58 | Alcalde   |
| Rodrigo Hermosilla Gática   | Concertación Democrática | PS      | 13 429 | 35,65 |           |
| Miguel Ángel González Isami | Por un Chile limpio      | PRI     | 3369   | 8,32  |           |
| Roberto Gutiérrez Briceño   | Juntos Podemos Más       | PH      | 690    | 1,70  |           |

### Elecciones municipales de 2012
- Elecciones municipales de 2012, para la alcaldía de Linares[5]

| Candidato                 | Pacto                    | Partido | Votos  | %     | Resultado |
| ------------------------- | ------------------------ | ------- | ------ | ----- | --------- |
| Rolando Rentería Möller   | Coalición                | UDI     | 17 728 | 48,82 | Alcalde   |
| Rodrigo Hermosilla Gática | Concertación Democrática | PS      | 17 452 | 48,06 |           |

### Elecciones de Consejeros Regionales de 2013
- Elecciones de consejeros regionales de 2013, por la Provincia de Linares[6]

| Candidato                  | Pacto                    | Partido | Votos  | %     | Resultado          |
| -------------------------- | ------------------------ | ------- | ------ | ----- | ------------------ |
| Cristián Menchaca Pinochet | Alianza                  | UDI     | 16 540 | 15,24 | Consejero Regional |
| Rodrigo Hermosilla Gática  | Nueva Mayoría para Chile | PS      | 15 758 | 14,52 | Consejero Regional |
| Pablo Gutiérrez Pareja     | Nueva Mayoría para Chile | DC      | 10 458 | 9,63  | Consejero Regional |
| Jesús Osses Reveco         | Alianza                  | UDI     | 7934   | 7,31  | Consejero Regional |
| Guillermo Labra Ballesta   | Alianza                  | RN      | 7923   | 7,30  | Consejero Regional |
| Cecilia Parham Mucarquer   | Alianza                  | RN      | 7228   | 6,66  |                    |
| Carmen Ayala Muñoz         | Nueva Mayoría para Chile | DC      | 6581   | 6,06  |                    |
| Carlos Gajardo Yáñez       | Nueva Mayoría por Chile  | PPD     | 6283   | 5,79  | Consejero Regional |

### Elecciones de Consejeros Regionales de 2017
- Elecciones de consejeros regionales de 2017, por la Provincia de Linares[7]

| Candidato                  | Pacto                              | Partido | Votos  | %    | Resultado          |
| -------------------------- | ---------------------------------- | ------- | ------ | ---- | ------------------ |
| Jesús Osses Reveco         | Chile Vamos UDI-PRI-Independientes | UDI     | 11 501 | 11,7 | Consejero Regional |
| Patricio Ojeda Alarcón     | Chile Vamos UDI-PRI-Independientes | UDI     | 9927   | 10,1 | Consejero Regional |
| Rodrigo Hermosilla Gática  | Unidos por la Descentralización    | PS      | 8957   | 9,1  | Consejero Regional |
| Cecilia Parham Mucarquer   | Chile Vamos RN-Evópoli             | RN      | 8491   | 8,7  | Consejero Regional |
| Rafael Ramírez Parra       | Chile Vamos RN-Evópoli             | RN      | 8395   | 8,6  | Consejero Regional |
| Pedro Pablo Muñoz Osses    | Chile Vamos RN-Evópoli             | Ind-RN  | 7098   | 7,2  |                    |
| Jonathan Norambuena Barros | Unidos por la Descentralización    | Ind-DC  | 5898   | 6,0  | Consejero Regional |

### Elecciones para Gobernadores Regionales de 2020
- Primarias de Gobernadores Regionales de la Unidad Constituyente de 2020, para la Región del Maule[8]

| Candidato                 | Partido | Votos | %     | Resultado |
| ------------------------- | ------- | ----- | ----- | --------- |
| Cristina Bravo Castro     | DC      | 8761  | 41,43 | Nominada  |
| Pablo del Río Jímenez     | PR      | 6366  | 30,10 |           |
| Rodrigo Hermosilla Gática | PS      | 5137  | 24,29 |           |
| Alberto Martínez Moya     | CIU     | 884   | 4,18  |           |

### Elecciones de Consejeros Regionales de 2021
- Elecciones de consejeros regionales de 2021, por la Provincia de Linares[9]

| Candidato                 | Pacto                          | Partido | Votos  | %     | Resultado          |
| ------------------------- | ------------------------------ | ------- | ------ | ----- | ------------------ |
| Patricio Ojeda Alarcón    | Chile Vamos UDI-Independientes | UDI     | 10 015 | 10,70 | Consejero Regional |
| Rodrigo Hermosilla Gática | Unidad Constituyente           | PS      | 9361   | 10,00 | Consejero Regional |
| Rafael Ramírez Parra      | Chile Vamos RN-Independientes  | RN      | 7630   | 8,15  | Consejero Regional |
| Cecilia Parham Mucarquer  | Chile Vamos RN-Independientes  | RN      | 6578   | 7,03  | Consejero Regional |
| Pablo Gutiérrez Pareja    | Frente Amplio                  | Ind-RD  | 5252   | 5,61  | Consejero Regional |